# Schönerlinde

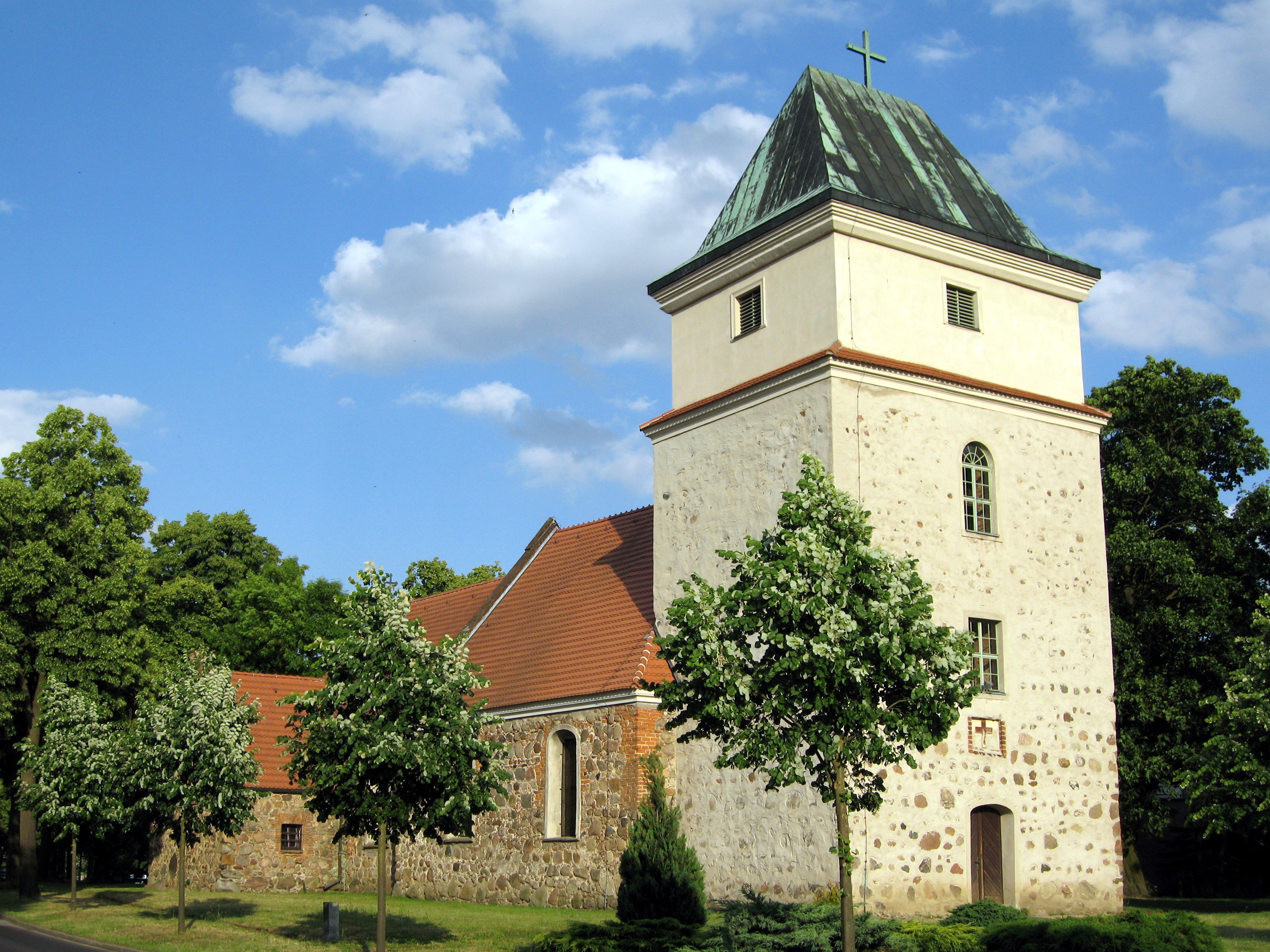
Igreja

Schönerlinde ou Schoenerlinde é um pequeno povoado no municipio de Wandlitz, distrito de Barnim, no estado de  Brandemburgo, Alemanha. Tem aproximadamente 1016 habitantes de acordo com o ultimo censo de 31 dezembro de 2007.
Schönerlinde foi fundada por volta do ano de 1242 e o seu nome é uma fusão de duas palavras alemãs, schön (belo) e Linde (Tília), foi em homenagem a árvore tília, pois existem muitas dessas árvores nessa região, espalhadas por todos os lados das ruas. Tanto que os habitantes desse povoado festejam todos os anos na primavera do hemisferio norte nos meses de maio ou junho a Lindenblütenfest (festa das flores de tília).